# Lycophidion taylori
Lycophidion taylori (вовча змія Тейлора) — вид змій родини Lamprophiidae. Мешкає в Східній і Центральній Африці.

## Поширення і екологія
Вовчі змії Тейлора мешкають в Центральноафриканській Республіці, Чаді, Ефіопії, Кенії, Танзанії і Сомалі, можливо, також в Джибуті. Вони живуть в сухих саванах і напівпустелях, на висоті від 800 до 1500 м над рівнем моря. авідкладають яйця.